# Reussina impressa
Reussina impressa är en mossdjursart som först beskrevs av Reuss 1846.  Reussina impressa ingår i släktet Reussina och familjen Microporidae. Inga underarter finns listade i Catalogue of Life.